# 刑事貴族
『刑事貴族』（でかきぞく）は、東宝制作の刑事ドラマのシリーズ。1990年から1992年にかけて全3シリーズ、計103話が制作・放送され、日本テレビ系列で毎週金曜20:00 - 20:54（JST）に放送された。

## 概要
シリーズ全作とも、東京都新宿区を管轄とする架空の警察署「警視庁代官警察署（通称＝代官署）」刑事課の刑事たちの活躍を描く、アクション刑事ドラマとして制作されている。プロデューサーの初川則夫によれば、タイトルの『貴族』には「刑事の中の刑事、誇り高い男」という意味が込められている。
シリーズ第1作目である『刑事貴族』（以下、『1』）は、アメリカのテレビドラマ「クライム・ストーリー（原題:Crime Story）」をイメージソースとし、舘ひろしを主演に据えたハードボイルド路線でスタートした。当初は2クール予定でスタートしたものの、視聴率の好調を受けて1990年10月期以降の延長が決定。しかし主演の舘は、当初の契約通り第16話を最後に降板し、番組の主役が郷ひろみへと交代するという異例の展開となった。同時に作品自体も、舘自身のキャラクターをメインに据えていた構成から、メンバー個々にもキャラクター性を与え各主演話を設けるなど、従来型の集団刑事ドラマ的な構成へと組み替えられた。
シリーズ第2作目の『刑事貴族2』（以下、『2』）以降は、主演を水谷豊へと再度変更するとともに、出演陣も大幅に入れ替えられ、脚本も後味の悪い結末が多かった前作から一転、コメディを交えたスピーディかつ軽妙な活劇路線へのリニューアルが図られた。この時期のレギュラー陣には、後にテレビ朝日系列の『相棒』で水谷と共演する高樹沙耶と寺脇康文も顔を揃えており、同作品のキャスティング上の原型になったとも言われている。
美術・衣装面でも独特の演出が用いられ、劇中車両として傷だらけのフォード・マスタングや英国製のバンデン・プラプリンセス1300Mk-IIなどが使用された他、特に水谷演ずる本城には、エンディングにてタキシード姿に花束を持ってステップを踏むシーンや、常にベストを着用しているなどの設定が盛り込まれている。
地方ロケも度々行われており、『1』では神戸（牧編）や白馬（風間編）、『2』では鹿児島、愛知、『3』では香川、山梨などを舞台としたエピソードも複数制作された。

## 登場人物（キャスト）
- 各登場人物の階級については作中（警察手帳の身分証）や文献（雑誌記事やノベライズ）の記述などによって異なる記述が多く、一定していない。ヒラ刑事は敬称略。

### 刑事貴族（パート1）初登場組
牧 俊介（警部補もしくは巡査部長） - 舘ひろし（第1話 - 第16話）
シリーズ開始当初の主役格。
クールな佇まいで感情を露にすることはほとんどないが、凶悪犯に対しては一切の呵責がなく、場合によっては射殺さえも辞さない。荒々しい捜査を得意としチームワークを重んじる一方、拳銃やライフル、ショットガンなどの銃火器の扱いから格闘戦にも精通しているがゆえに、時には単独で事件を解決させてしまう。権威を嫌い、捜査方針を巡って本庁や他所轄の捜査員と対立することも多い。
キザな喫煙家でサングラスを愛用し、より早く拳銃が抜きやすいとの理由からシングルのジャケットを好むなど、独自の美学の持ち主でもあるが、一方ではコーヒーを飲み終えた空の紙コップを、刑事課エントランス脇のポールに放置して捜査に出かける悪癖があり、内勤の早苗がその後始末をしている。また、デスクワークの場面はほとんどなく、リフレッシュスペースあるいは課長室内に設置されたレトロソファに座って、宮本課長と雑談する場面が多い。
登場期間が短かったため、プライベートが描かれることはほとんどなかったが、初回に登場した城南署の須藤刑事（寺尾聰）とは高校時代からのライバルで、ラグビーの全国大会準決勝で初めて顔を合わせて以降、お互いに刑事となってからも捜査でコンビを組むほどの仲であった。
第16話で志村と夕食を約束するが、事件解決後に約束の場所へ向かう途中、ナイフを握って逃走中の通り魔と出会い頭に接触。そのナイフが腹部に突き刺さり路上に転倒。意識が朦朧とする中で、志村を思い浮かべながら持っていた一輪のバラにキスをして息絶える。
使用拳銃：コルト・ガバメントMK IVシリーズ70パックマイヤーカスタム（通称：牧ガバ）
使用車両：マスタング・マッハ1。
風間 明（警部補もしくは巡査部長） - 郷ひろみ（第17話 - 第37話）
2代目の主役格で、警察官歴13年。肉親は妹ひとり。
本庁からの出向で、FBIでの3年間にわたる研修（出向捜査官記録では、1987年9月20日から1990年9月までと記されている）を経て、殉職した牧の後任として代官署刑事課に着任する。こうした経緯から、作中では英語が堪能な部分も見せている。
持ち前の鋭い勘と推理力で事件を解決に導くことが多く、牧や本城のような格闘戦に及ぶことは少なかったものの、非番の日にはジムで身体を鍛える様子も作中では描かれている。慇懃な物腰だが、こうと決めたら決して揺るがない頑固さを併せ持ち、同級生が関わった事件でも私情に流されず、また本庁幹部に対しても自身の主義にそぐわない時は鉄拳を見舞うなど熱血漢としての一面を持つ。また、「犯人の心臓を狙って撃つ時は刑事を辞める時」との決意を常に秘めている人命第一主義者だが、FBIでの研修期間中にはそれが災いして潜入捜査中の同僚を目の前で射殺されており、このことから囮捜査や潜入捜査には否定的な立場をとっている。配属当初は、村木による独断での囮捜査を黙認した宮本の監督責任を非難し、そのことが牧の死につながったと批判。さらに考え方の差異で泉と対立することが多く、物語中盤で泉に言われたセリフそのものを、終盤で言い返すといったケースもある。
物語終盤では活躍場面が減少するが、これは宮本や他のメンバーには内緒で、FBI時代の同僚と協力して麻薬横流しの単独内偵捜査をしていたことによるものだった。そのため、最終回近辺では捜査の手が伸びかけた麻薬組織の差し金により、「デスゲーム」というスナッフビデオの撮影に乗じて命を狙われ、実行犯を逮捕するも直後に岩田が身代わりとなって殉職してしまう。最終的に、麻薬横流しの一件については解決を見ることとなるが、その過程で負傷した泉を助けるべく彼に銃口を向けた犯人を射殺し、前述した信条を自ら破ったことで辞職を決意。入院していた泉には辞意を伏せたまま別れを告げ、刑事課の面々からの惜別の視線の中で代官署を去った。
使用拳銃：ベレッタM92SB。
使用車両：ソアラ2.0GTツインターボL、カリーナED2.0Gリミテッド ST183型前期モデル
志村 由美子 - 黒木瞳（第1話 - 第16話）
『1』前期のヒロイン。普段はヒールを履いているが、捜査に熱が入るとスニーカーに履き替える。銃撃戦では3人（牧・由美子・泉）揃って葬式は御免だとドライな一面も見せるが、拳銃の腕は牧も絶賛するほどに的確である。
潜入捜査や囮捜査に積極的であり、密告者になりすまして犯人を目的地へ誘き出したり、また看護師になりすまし弾丸の摘出処置にも応じる。潜伏先の子どもから「オバチャン」と呼ばれるも、何度も「お姉ちゃん」と呼ぶよう繰り返し伝えるなど図太い面も見られた。
第16話では牧と食事の約束をしていたが、自身が取り逃がした通り魔によって牧が殺害され、その一報を宮本課長から伝えられ号泣する場面を最後に、物語から姿を消した。
使用拳銃：S&W M36チーフ
使用車両：フィアット・ウーノ・セレクタ
泉 裕史 - 布施博
体育会系で面倒見のよい猛突進型の刑事。喫煙家。
「その手 離せや」「撃てやー!!」と、語尾に「や」をつける口癖からも窺えるように、荒っぽい物言いが目立つ方であり、他人から上司である宮本課長を非難されると激昂しやすい。上機嫌の照れ隠しや自身に都合の悪い時、相手が情けない時は岩田や村木、南さらには被疑者を小突くこともあり、牧からは「(被疑者に対して)あんまり優しくない」とも評されている。
岩田の話では、ライフル狙撃はあまり得意ではないとのことであるが、殺し屋になりすましていた際はテストを辛くもクリアしている。牧には何度も窮地を救われたことから尊敬の念を抱いていたが、後任の風間とは日米の考え方の相違から対立することも多く、特に最終話では風間の単独捜査が原因で岩田が犠牲になったことを激しく断罪する場面もあった。
同僚たちや恋人の死を乗り越え、最終話では南青山署へ転属する。
使用拳銃：前期スタームルガーM117セキュリティシックス 2.74インチ、後期コルト・ガバメントMK IVシリーズ70（牧ガバを引き継ぐ）
青木 順子 - 高樹沙耶（『1』第17話 - 『2』第19話・『3』第18話 - 第26話）
志村の後任として城南署の少年課から転属してきた。通称は"順子(さん)"。
未就学児時代に肉親同然に仲の良かった当時中学生の義兄を水難事故で喪い、その一件から警察官を志した過去を持つ。後輩の面倒見がよく、高校時代は陸上部だったため足が速い。弁舌も達者で、特に泉とは捜査方針を巡って衝突するも、巧みに論破してしまう場面が多い。この他にも捜査用似顔絵も作中で披露している。
『2』では単独で犯人（相手が複数の場合もある）に立ち向かう場面が増える。第19話を最後に繁尾と共に警視庁捜査一課に転属となり、代官署刑事課を離れた。この時点での階級は巡査部長だが、翌年再赴任する前の合同捜査の折に、本城が藤村に「階級はあいつの方が上」と、転属から再赴任までの間に昇格していることを窺わせる台詞が盛り込まれている。
その再登場回である『3』の第18話にて、代官署との合同捜査で本城たちと行動をともにした際、本庁捜査一課の第一線で働いているうちに情を棄てた捜査が増えていき、「人間らしい捜査」ができなくなっていったという心情を本城に吐露している。結果的には真犯人を捕まえたものの、その過程で自分の上司すら疑った捜査方法を後悔し一度は辞表を提出するが、本城の計らいで宮本が本庁の捜査課長から辞表を預かり、「人間らしい捜査」を取り戻すために代官署に再び赴任した。この合同捜査では、捜査方針を巡って藤村と対立する様子も見られたが、赴任後は特に衝突はなく打ち解けている。
使用拳銃：1ではS&W M36チーフ、2ではS&W M36チーフスペシャル2インチ（女性刑事では珍しくショルダーホルスター使用）ワルサーPPK、3ではS&W M60 2インチ(番宣写真ではワルサーPPK)
岩田 伸夫 - 布川敏和
物語開始当初は刑事課の最年少だった若手刑事。警ら課時代の先輩である荻原巡査部長の推薦を受けて刑事課配属となった。家族には結婚した姉がいることが示唆されている。
泉とは付き合いが長いが、体育会系のノリに振り回されることが多々ある。口数が多く余計な一言で潜入中の風間の身分が露見したり、先走った行動で犯人の人質となり泉から鉄拳を見舞うなど失態も多い。また張り込み中に帰ってきた犯人の仲間に撃たれて肩を被弾する目にも遭った。
前期は泉、後期は加えて青木、松野と組むことが多い。後輩に当たる村木との相性は今一つで、作中でもガセネタに振り回されたり犯人に逃げられたりと不満をこぼしている。
最終話にて、風間と共に何者かからのタレコミを受け工事現場に向かうが、これは風間を始末しようとした麻薬組織の罠であり、現場を調査中に覆面車に細工されていたことに気づかず、戻ってきた後にエンジンをかけようとした瞬間車の爆発に巻き込まれ焼死。風間の身代わりとなって殉職する。遺品の腕時計は風間によって修理を施され、形見として泉の手に渡った。
使用拳銃：前期コルト・ローマンMK3クラシック2インチ ウエストホルスター着用
後期スタームルガーM117セキュリティシックス　2 3/4インチ
（前期で泉が使用していた物）をショルダーホルスターにて装着
刑事課内でホルスター着用姿がみられる。
村木 拓 - 宍戸開（『1』第17話 - 『3』第17話）
浅草南署の交番勤務から刑事に昇格。刑事歴は『2』第19話の時点で2年であることが言及されている。明るい性格で子供に優しいものの、後述の通り新人刑事ゆえの失敗も折に触れて描かれている。シリーズを通して基本的に「任せといてください」を口癖としている。
初登場の際には、赴任初日に代官署へ向かう途中、暴力団関係者の愛人を尾行中の松野と南を、先輩刑事とは知らずに暴行を加えたりとそそっかしい一面を見せており、刑事課の面々からの第一印象は最悪（しかも素性を知らなかったためか、その際に腕っ節の強さを上記の関係者に買われスカウトされそうにもなる）。以降も、当直の夜に拳銃を置いて買い出しをし、戻ってきた際に入口に立っていた警官が撃たれ、さらには後から駆けつけた防犯課の警官も撃たれる事態になり、丸腰のため追跡できなかったという失態も演じているが、持ち前の明るい性格でカバーすることも多い。
『2』以降は人物造形にも変化が見られ、基本的に子供には優しいという点こそ一貫しているものの、より猪突猛進型で証言を信用しないなど、ファジーな性格へとシフトしている。警察学校同期の原田とは性格は違えどコンビの相性は抜群。本城と行動する時は必ずトラブルに巻き込まれる。『3』になると刑事課内でたびたび喫煙するようになる他、シャツの襟を立てている場面もある。
シリーズ全作を通して、友人が事件に巻き込まれるというケースにも度々見舞われており、『1』第22話では、友人の制服警官を目の前で殺されたショックで記憶喪失に陥った（この時は泉の荒療治で回復）他、『2』第15話ではやはり友人の記者とともに命を狙われ、巻き添えで婚約者を失った彼の復讐を止めるべく奔走したこともある。最後の登場となった『3』第17話もやはり友人絡みの事件であり、この時は結婚したばかりの交通課の女性警官が撲殺され、犯人を追い詰めた彼は怒りのあまり使用した凶器で犯人に殴りかかるが、最後は思いとどまり犯人を無傷で逮捕する。事件解決後、新人時代に世話になった上司の誘いを受け、古巣の浅草南署へ異動する。2年間のレギュラー出演は、本城よりも長い。
企画当初の役名は“村木拓”ではなく、キムラタクヤ （漢字不詳）だった。
使用拳銃：1ではコルト・ローマンMK3ニュータイプ　2インチ。2以降はコルト・ガバメントMK4シリーズ（牧ガバを泉より引き継ぐ）
松野 - 松井益弘→松井弘
刑事課のサブ刑事。
前期は武田、北見らと行動を共にし、主に聞き込みや張り込み、家宅捜索などを担当する。牧が運転するムスタングに同乗することもあった。
後期は風間、南、岩田らと行動を共にし、ミーティングでは僅かながら発言の機会も増え、また風間の同級生が関わった事件で冷静に対応する風間に意見する場面も見られる。村木演じる宍戸の未出演期間中は単独での尾行も担当。風間のソアラを運転することもあった。24話では犯人確保のため、犯人が逃げ込んだスイミングスクールのプール内に飛び込まざるを得なくなった。
北見 - 谷嶋俊（第1話 - 第16話）
同じく刑事課のサブ刑事。
捜査の前面に出ることは少なく、武田、松野らと行動を共にし、主に聞き込みや張り込み、家宅捜索などを担当。さらには武田と一緒に犯人確保も行った。
南 宏介 - 山田善伸（第17話 - 『2』第40話）
北見の後任として登場。スポーツや高所が苦手な一方、芸術に造詣がある文化系。第17話の冒頭で既に刑事課に配属されていることから、村木よりも若干ながら先輩に当たり、彼や岩田以外には全員敬語を使う。村木が未登場となった期間中には、その代役を引き受けてスキー場ロケに参加する。
『1』では松野と主に行動を共にし、岩田や村木、泉、順子や武田と組む場合もある。南や松野、それに北見は事件現場の現場検証に立ち会ったり、容疑者や関係者を尾行する場面がある一方、拳銃を携帯、使用する描写は少なかったが、南と松野は『1』最終回で犯人グループのアジトでの銃撃戦に武田と共に、参加、発砲する場面も見られた。服装の面では、『1』ではネクタイを締めていたものの、『2』からはノーネクタイのスタイルに変わっている。
『2』の前期では繁尾を主に、順子や村木と組むことがある一方、本城とは家宅捜査や聞き込みのペアくじ引きで一緒になる程度だった。また、武田が説教をしている最中に、武田が電話に対応すると、本城や村木と共に目を盗んでだらけているシーンも見られた。『2』の後期より、内勤の早苗と共にタイトルバックにクレジットされ、ラストの集合カットには入っていないものの、作中での活躍の機会も増加。この時期は夏美を主に、村木や藤村と共に行動することが多く、また原田や藤村をフォローする一面も見られる。一方で、本城たちが捜査で地方へ出向くとなぜか武田と共に留守番をさせられることも多い。最終話で容疑者の共犯グループを尾行中に巻かれてしまい、ガードレールを飛び越える際、片足を引っ掛けるNGテイクがそのままOAされていた。
工藤 - 田中靖浩（第1話 - 第16話）
内勤の制服警察官。由美子の潜入捜査では、裏口で泉と岩田の突入のために松野と正面玄関で注意をそらしたりと、現場での活躍も見られた。
内藤 - 矢島昌樹（第17話 - 第26話）
工藤巡査の後任。内勤の制服警察官。
渡辺 早苗 - 星野すみれ→星野光代（「パート1」「2」全話）
内勤の女性警察官。宮本課長と武田を除けば、全シリーズ通して村木の次に出演期間が長く（村木78回・渡辺77回）、『2』後期からは南と共にタイトルバックにクレジットされるようにもなった。
彼女の母親は捜査課の面々が足を運ぶ喫茶店に勤めていることが『1』第5話で判明する。基本的には刑事課内での出番がほとんどであるが、『2』になってからは、本城刑事発案の囮捜査に参加するようにもなった。
相沢 より子 - 安永亜衣（第23、29、31、35話）
フランス料理店に勤めるフリーター。宝石店に勤務していた頃、いわれのない売上金窃盗の疑いをかけられた過去を持ち、それ以来警察に対して不信感を抱いていた。第23話で同級生が起こした強盗殺人事件の参考人として泉と出会い、当初は反発しながらも互いの真意を知るうちに好意を寄せはじめる。刑事課の面々とは事件を通じて対面している。徐々に交際を重ねた末に婚約を交わすが、泉の自宅で帰りを待っていた際、本人たちとは全く無関係の事件に巻き込まれ殺害されてしまう。
武田 秀彦 (警部補) - 地井武男（シリーズ全話出演）
係長的立場の刑事。通称「タケさん」で、本城からは「タケ先輩」と呼ばれる。
パート1では主に現場に出て捜査の指揮を取ることが多かったが、『2』以降は主にデスクワーク(報告書や鑑識との打合わせなど)が多くなり、宮本と一緒に刑事課内にいる様子が多く見られるようになった。その信条も、当初は「刑事は靴の底を履き潰してナンボ」であったのが、『2』以降は「捜査はチームワーク」へと変化。曲者揃いの刑事課の面々を束ねる立場にあることから、作中でも原田や女性刑事以外には特にカミナリを落とすことが多く、次第に血圧も上昇してしまったことも悩みのタネであるが、『2』の最終話では本城が昏睡状態に陥った際、「これ以上、同僚に死なれるのはまっぴらですよ。」と、牧の死や岩田の殉職に続いて、本城まで失うことに声を詰まらせ懸念していた。
課内で唯一の妻帯者であり、高校生になる娘のまみとはコミュニケーションがうまくとれず悩んでいたが、その彼女が関わった事件を境に、親子関係が多少改善されている。
使用拳銃：S&W M103インチ FBIスペシャル
宮本 謙（警視もしくは警部） - 松方弘樹（シリーズ全話出演）
曲者揃いの部下達の行動は全てお見通しの代官署刑事課課長。立場上、自ら現場に出るシーンはシリーズ通じて数えるほどしかない。
部下の窮地や本庁の査問委員会や刑事部長にも臆することなく主張したりと、部下たちのことを優しく見守る管理職であるが、そのためか「どうしてうちは勝手なことばかりする奴が集まるんだ」と、人事課にも宮本の性格を見抜かれている模様。一方で表面こそ飄々としているが、荒っぽい取調べで容疑者を自供させたり、『1』の最終回や『3』の第1話で主犯格（現職の警視正）の元に出向いて出頭を促したりする際には、普段とは打って変わった厳格な様子を見せることもあり、本城と藤村がしのぶを勝手に捜査へ連れ出した際には連れ戻すように語気を強めて命じることもあった。
「1」の前期はシングルのスーツにベスト着用していたが、後期以降はダブルのスーツを着用する。次第にスーツの色や靴下も派手になり、武田からエンディング前の課内での会話で指摘を受けるシーンがある。
『1』の頃は、署内では牧と度々行動を共にしており、特に連れションの場面が多いが、その度にハンカチを失念して牧から借りていた。また、風間からは捜査方針を批判されながらも、コーヒーを飲みながらコミュニケーションを図り、誰よりも早く終盤での単独行動を見抜いてもいた。
本城が着任した『2』からは性格も軟化し、彼のペースに完全に振り回されてしまう。武田からは「課長は本城に甘い」と苦言を呈され、さらには上層部に頭を下げる機会が劇的に増えてしまい、胃薬を常備している様子も見られるようになった。一方で『2』の終盤では、かつて逮捕した犯人の逆恨みにより妻を殺害されたことが、武田と藤村のやり取りの中で触れられている。この死去した妻の妹の娘、すなわち外縁の姪にあたるのが、『3』からレギュラー入りする田辺しのぶであり、彼女に対しては優しい口調ながらも色々と教育のために指摘をしている。また実子はいない模様で、『3』初回にてしのぶが署内から容疑者に拉致された際には、感情を露わにしていた他、『2』でも青木を本庁捜査一課に送り出す際に、ラストシーンの刑事部屋で娘を嫁がせる父親の心境であるかのように武田に語りかけている。

### 刑事貴族2初登場組
本城 慎太郎（警部補もしくは巡査部長） - 水谷豊（『2』『3』全話主演）
風間の後任として墨田東署から赴任した刑事。昭和30年7月4日生まれ。
「あ〜あ、お恥ずかしったらありゃしない」を筆頭に、「あ♪ラッキー♪ラッキー♪ラッキー♪」「本城、了解～!」「はい!散ってくれ!」「喋るまえに考える癖つけな」などの軽妙かつユニークな口癖や、捜査手法に関する独特のやり取りを見せる場面が多い。
個人主義者で、激昂すると相手が誰彼かまわず暴走してしまう。一人で犯人を追い詰めると返り討ちに遭い、初登場からしばらくは感情的になると警察手帳をデスクに置いて行くなど、数え切れないほどの問題や失敗を繰り返す。実際に始末書も相当数提出していることも示唆されている。とはいえ、洞察力・推理力・射撃において抜群の実力を持つ刑事でもあり、小柄ながらも格闘にも長けた面を見せるが、自分より大柄な相手に対する格闘はやや苦手で、特に麻生ナオミには2度にわたって苦戦を強いられている。
本人曰く、"本城流"と称した独自の捜査哲学を持ち、
・多彩な変装で犯人を欺く
・その変装を駆使して留置場に入り込み、犯人と仲良くなって真実を聞き出す。
・自白するまで腕相撲
（負けたらペナルティの腕立て10回）
・容疑者を留置場から連れ出して泳がせる。
・『ところてん方式』
(玄関等の正面から容疑者宅へ2人が突入し、裏口やベランダ側のような家の裏側から逃げる容疑者を裏口で2人で待ち受ける戦術)
・巧みな話術で犯人を煽り、ミスを誘う
・別の管轄で犯罪を犯していた容疑者を横からかっさらう
といったトリッキーかつ合法、非合法を問わないあらゆる手段で事件を解決していく。おかげで宮本や武田にとっては、牧・風間とは違った意味で悩みの種となっている。
離婚歴があり、元妻で弁護士の典子（演・原日出子）は作中でも1度、本城達が逮捕した容疑者の弁護人として登場しており、事件にも巻き込まれている。どうやらお互いにまだ未練はある様子だが、復縁とまでは行かず、現在は友人として関係は修復されている。着用しているベストの多くは典子からのプレゼントであったことも、彼女の登場回である『2』第4話「女弁護士」で判明している。
新人刑事への面倒見はいいが、『2』の後半からは若手が不手際を起こした際、その責任を負う形で武田の怒りを買うという立場に立たされることもあり、シリーズが進むにつれてベテランが減り、若手が増えてきたためか気が短さも目立つようになっていった。もっとも、そういった中でも転属する村木を快く送り出したり、結婚と刑事に悩む夏美に刑事の資質を説くなど、より先輩としての存在感を発揮する場面も増えている（この時の芝に対するアドバイス内容は宮本課長と同じ）。
『3』の最終回では、『2』の初回にて逮捕した麻生ナオミが復讐目的で脱獄、米軍横流しのライフルで狙われる。この時は誘拐の脅迫に踊らされて新宿、大久保、代々木を走り回らされるなど、流石の本城も心身ともに消耗を強いられており、最終的に当直の晩に代官署内で襲撃を受けた際、死闘の末に彼女を取り押さえるに至ったが、銃に加えて多数のナイフも持ち出してくる執拗さには悲鳴を上げるほどであった。
使用拳銃：デトニクス.45オート（2の初回のみ二丁所持、3では脚本の都合上、拳銃の使用頻度が減っている）
使用車両：バンデン・プラ・プリンセス1300
原田 実 - 田中実（『2』『3』全話）
城南署から本城と同時期に転属した若手刑事で、泉や岩田の後任に当たる。階級は巡査部長もしくは巡査長。作中では「原田」もしくは「実(さん)」と呼ばれる。
くせ者揃いの刑事課にあって一際几帳面な性格で、刑事としては模範的だが融通の利かない堅物。本城からは「こいつの長所は真面目な所、短所は真面目過ぎる所」と、『3』の頃に事件の聞き込みで知り合った女性に話しているが、一方で酒が入ると人が変わったように陽気になる。初期には正攻法の捜査に固執するあまり、本城の捜査手法に反発する場面も多かったが、その正攻法が通用しない相手には「こういうやり方は好きじゃない」と言いながら自らおとり捜査を買って出ることもあり、後半では進んで参加するなど、柔軟性に富んだ内面も覗かせている。
恋愛小説を愛読しており、そのことを周囲から茶化されている。これは恋愛経験が少ないためと思われ、村木曰く童貞らしい。その村木とは同い年かつ同期であり、性格が対照的なこともあってしばしば衝突しているが、『2』第15話では命を狙われた彼を庇って負傷したり、捜査中の発砲の正当性を巡って査問委員会にかけられた『2』第36話では、逆に村木から庇われたこともある。『2』後期からはやはり性格の食い違う藤村が加入し、彼ともライバル関係になる。
南が抜けた『3』以降は刑事課一の長身となる。また、『3』後期からはそのスタイルも坊主頭へと代わっており、本人「秋だから」と理由を明かしているものの、カズからは失恋したためだと茶化されている。『3』終盤での主役回では、青森に病弱な姉がいることについても触れられている。
警察手帳には正規の吊紐ではなく、銀色のチェーンをつけて首から下げている。
使用拳銃：『2』および『3』前期コルト・ローマンMK3 4インチ、『3』後期：コルト・ローマンMK3ニュータイプ　2インチ
繁尾 雅人 - 団優太（第1話 - 第19話）
松野の後任。登場当初は捜査専務員講習課程の留置管理（看守）係員で、同じ北海道出身である本城にかわいがられていた。この期間中に起きた事件では妹が巻き込まれるなど苦境に立たされるも、事件解決後に課程を修了して刑事課に転属する。お調子者で新人刑事ゆえの失敗も多く、第2話で自身の失態で情報屋が殺し屋の手にかかった上、自身も撃たれて退職も考えるほどに追い詰められたり、第17話では南米の組織に撃たれて出血多量での死亡寸前に陥ったこともあった。一方でその言動とは裏腹に目の前の物事に正面からぶつかっていく熱い面も持っており、前出の殺し屋の一件では立ち直りをみせ本城と一緒に殺し屋を逮捕している。第19話にて、青木と共に警視庁捜査一課に異動する。
通称「シゲ」。
使用拳銃：S&W M586　4インチ
芝 夏美 - 鳥越マリ（第20話 - 『3』第17話）
本庁へ転属した青木の後任。
色々と口うるさく、仕事に対して腰掛け的な姿勢が目立つ。しかし、女性や子供が被害に遭っている事件に対しては普段以上のやる気を見せる。
『3』でも、前作と変わらず口うるさい部分もあるが、原田と同じくらい常識人に成長。『3』の第17話では一度は結婚退職に傾きかけるが、管内で発生した婦人警官襲撃事件をきっかけに警察官を続ける決意を固め、海外研修へ参加するため代官署を去る。
使用拳銃：S&W M36チーフ
藤村 亮 - 寺脇康文（第20話 - 『3』第26話）
本庁へ転属した繁尾の後任。「唖然くらっちゃうな」を口癖とし、シリーズを通して喫煙家で外出時はサングラスを着用。
作中では本城と組むことが多く、本人たち曰く「代官署最強コンビ」であるが、彼ら以外からは悪い意味でそう呼ばれるの方が多い。飲み会・宴会の場では「刑事課の宴会部長」の異名を取る名幹事ぶりを発揮し、本城からも「お前がいなきゃ始まらねえ」と評されている。一方で占いは自身に都合の良い内容だけを一方的に信じ、好意を持っていた女性に利用され落胆するも次の日には復活するなど、良くも悪くも調子がよい気質の持ち主であり、その無鉄砲な性格が恋人を失った女性の逆恨みを買ったこともあった。これらの事件に限らず、女性絡みで事件に巻き込まれるケースも作中ではしばしば見られた。
高校時代はツッパリで、刑事になった今でもイライラすると眉間にシワが寄ったり、聞き込みの相手の態度が悪いとガンを飛ばしたりするといった挙動の数々からも当時の面影が窺える。また、警察に就職する以前は本屋・製版所・不動産屋と、さまざまな職を経てきた異例の経歴の持ち主でもあり、それゆえに原田と村木より少し年長ながらも警察学校では同期である。民間企業の勤務経験が長いことから「警察の常識」が備わっていない一方、さまざまな職種を経験したおかげで一般の警察官にはない知識を備えており、意外な場面でその知識が役に立つことがある。
『3』でも占いを信じ込むなど、相変わらず思い込みが激しいところがあるが、逆恨み事件での経験からか職務に対して責任感を増した言動が多くなる。『3』の第18話で代官署へカムバックしてきた青木とは、当初は考え方ややり方の違いなどで対立しているが、後には特に問題なくコンビを組んだりもする。
基本はショルダーホルスター（ホリゾンタルタイプ）を使用しているが、登場回によってヒップホルスター（クロスドロウタイプ）の場合もある。
使用拳銃：コルト・ガバメントMk IVシリーズ70フレームカスタム ステンレスモデル
千春 - 比嘉ひとみ（第1話 - 第19話）
内藤巡査の後任で内勤の女性警察官。
多少ガサツなところがあり、何事もそつなくこなす渡辺をライバル視することもある。

### 刑事貴族3初登場組
吉本 和彦 - 彦摩呂
ロス市警で研修を受けて来たというアメリカLA帰りの刑事で、南の後任に当たる。
普段は標準語で話しているが、大阪府大東市出身（演者の出身地と同じ）であるため、話言葉に時々大阪弁が交じり、女性相手には役立つが、騙されやすい性格が祟って失敗することもある。また、第1話では犯人の追跡時に特殊警棒を使用しているほか、ピッキングにも長けた面を見せている。
前述した触れ込みもあってか、OPや第1シーズン前半ではPOLICEロゴのキャップをかぶっていたり、アメリカ警察のレイドジャケットを羽織っていることも多いが、その割に人に唆されて犯人の居場所を知る女性を逃がすなど、どうにも刑事にはそぐわないミスも目立つ。村木や原田とは同い年ながらも警察学校では後輩に当たり、当初は刑事課の中でも最若手ということもあって、2晩連続で宿直させられるなど色々とこき使われていたが、『3』後期にてさらに後輩の緒方が加入した途端、彼に対して態度の大きいところを見せている。
使用拳銃：ニューナンブM60 3インチ
田辺 しのぶ - 中山忍
内勤の婦人警官で、渡辺の後任に当たる。
前述の通り宮本の外縁の姪でもあり、登場当初はそれを隠していたが、直後の誘拐事件をきっかけとして本城たちにもその事実を知られることとなる。宮本とは基本的には上司と部下であるため敬語だが、時折タメ口になってしまったり二人きりの時は「おじ様」と呼んだりもする。
内勤の警察官であるため、本来は制服を着なければならないにもかかわらず、刑事課のみんなが制服を着ていない事から「自分もいいんだ」との勘違い（？）から制服を着ない。武田から初日に注意はされたが、本城に話を反らされて以降は特に注意されてはいない。また、立場上あまり現場には出ないものの、「勉強」と称しては捜査会議やミーティングにいつの間にか参加（もしくは横で盗み聞き）していて、「勉強になるなぁ〜」とよくうなずいている。時には押収したアダルトビデオすら「勉強」と称して見ようとしていた。（ただし、ビデオの中身は盗撮映像だった為に未遂）
おっとりした雰囲気を持つが、意外としっかりした面もあり、旅行に行く直前に署外で受け取った事件の大事な証拠品を刑事課に郵送したり、犯人の唯一の目撃者になった時には自ら囮を引き受ける等、警察官として芯のしっかりした部分もある。1度、内勤の事務仕事ばかりでつまらないと言い出し、本城と藤村をそそのかして捜査に連れていってもらったこともあるが、その際に目の前で人が殺される事件を目の当たりにし、はじめて現場で過酷な場面に遭遇。本城たちがいかに過酷な仕事をしているかを知った。これをきっかけに警察官として大きく成長を遂げる。
緒方 大輔 - 前田耕陽（第18話 - 第26話）
村木の後任に当たる若手刑事。
本城のことを尊敬し、目標・理想とする人物と本人に対しても公言しているが、その行動や発言はどこか軽い。ネクタイの締め方が甘く、武田の手でよく直される。カタブツの原田とは相性が悪く、パトカーに見えないようぬいぐるみを飾って擬装すると、刑事らしくないと言い合いになり、「お前とは合わないな」と言い捨てられた。
瀬戸内の小さな港町の出身で、高3の春までは野球一筋でやってきた体育会系であるが、先輩の吉本からはその性格から「らしくない」と指摘されている。後述の経緯を経て千葉の姉夫婦の元に身を寄せ、そこから高校に通い無事に卒業。千葉県警の警察官でもある義兄の薦めで警察官になる。家族については他に、第18話の冒頭の本城との会話から、既に故人の祖父がいたことが示唆されている。
高校時代、練習試合でバッターにデッドボールを当ててしまい、相手チームの応援団からお礼参り(仕返し)を受けたことがあり、バッテリーを組んでいた石倉が身代わりになってくれたものの、相手が入院してしまう程の重傷を負ってしまったために石倉は退部に追い込まれ、緒方自身も自責の念から退部。その後は喧嘩に明け暮れる日々を送り、石倉とシンナーを吸っている不良たちを叱りつける自警団のようなことをするなど、揃って周囲に目をつけられる存在になるが、友人であるひろみが列車に轢かれて死ぬという事故が発生。これをきっかけに二人は上京を決意するが、別れ別れとなった石倉とは後に事件の犯人という形で再会を果たすこととなる。
使用拳銃：S&W ハイウェイパトロールマン41

## スタッフ
- 企画 - 小杉義夫（第1 - 24話）、服部比佐夫（第25話 - ）、梅浦洋一
- プロデューサー - 初川則夫（第1話 - 『2』第19話）、三井孝俊（第1 - 16話）、中村良男（『2』第20 - 32話）、武田和（第17話 - ）、浅津弘義（第17話 - ）
- 撮影 - 稲垣久夫、安本英、古山正、中原泰広
- 照明 - 松田清孝
- 録音 - 宮内一男、渡辺宸彬、影山脩、竹内和義、笠原虎雄、大庭弘、井上幸雄
- 整音 - 山田輝彦、船橋利一
- 美術 - 末広富治郎
- 編集 - 大高勲
- 助監督 - 藤得悦、久保裕、村田忍、山田浩太郎、岡田和則、鎌田浩、関良平、片岡栄作、斉藤博士、久田昌
- 音楽 - 山崎稔、Douglass L.Breitbart、ライナセロス
- 音楽監督 - 鈴木清司
- 音楽協力 - 日本テレビ音楽
- 効果 - 船橋利一、東洋音響カモメ、渡部健一、伊藤進一
- 技斗 - 高瀬道場アクションクルー、高瀬将嗣、瀬木一将、森聖二
- スタイリスト - 加藤和孝、川合洋美
- カースタント - 高橋レーシング
- 現像・テレシネ - 東京現像所
- プロダクション協力 - 東宝映像美術、東宝スタジオ、東宝サウンドスタジオ、京都衣裳、東宝コスチューム、光映新社、山田かつら、島田プロダクション
- ロケ協力 - 赤川英
- 制作協力 - トヨタ自動車、メイセイ、LIGHT STAFF、パリミキ
- 制作・著作 - 東宝株式会社

## 主題歌・テーマ音楽
- 『1』前期

オープニング：Scarlett Taylor, Mark Kalfa&Kim Nazarian「Call for action」（作詞：リンダ・ヘンリック / 作曲：山崎稔 / 編曲：Tony Coluccio）
エンディング：舘ひろし「抱きしめて」（作詞・作曲：舘ひろし / 編曲：神林早人）
- 『1』後期

オープニング：ライナセロス「JUMP BACK,JACK」（作詞：リンダ・ヘンリック / 作曲・編曲：ライナセロス）
前半エンディング：郷ひろみ「もう誰も愛さない」（作詞：秋元康 / 作曲：松本俊明 / 編曲：難波庄司）
後半エンディング：宇都美慶子「空に虹が浮かんでも」（作詞：宇都美慶子 / 作曲：内藤慎也 / 編曲：新川博）
挿入歌：SHOW-YA「ギャンブリング」（作詞：安藤芳彦 / 作曲：五十嵐美貴 / 編曲：笹路正徳、SHOW-YA）
- 『2』前期

オープニング：「Opening Theme'91（Lonely Warrior）」（作曲：矢沢永吉 / 編曲：山崎稔）
エンディング：矢沢永吉「ラスト・シーン」（作詞：大津あきら / 作曲・編曲：矢沢永吉）
- 『2』後期

オープニング：オズニー・メロ「HEART BEAT OF LIFE」（作詞：Tim Jensen / 作曲・編曲：オズニー・メロ）
エンディング：陣内大蔵「空よ」（作詞・作曲：陣内太蔵 / 編曲：国吉良一）
- 『3』前期

オープニング：コルベッツ「Danger City」（作詞：トミー・スナイダー / 作曲・編曲：山崎一稔）
エンディング：鈴木雅之「もう涙はいらない」（作詞：西尾佐栄子、作曲・編曲：中崎英也）
- 『3』後期

オープニング：MAGIC「東京バーニング・タウン（English Version）」（日本語詞：船橋孝樹 / 英語詞：Tim Jensen / 作曲：久米浩司、山口憲一、魚海洋司 / 編曲：魚海洋司・MAGIC）
エンディング：織田哲郎「君の瞳にRainbow」（作詞・作曲・編曲：織田哲郎）

## 放送日程

### 刑事貴族
- 放送期間：1990年4月13日 - 1991年3月22日
- 放送回数：全37回
  - 第1話、第16話、第17話は2時間枠のスペシャル版として放送。後年の地上波における再放送時には、前後編に分割編集されたバージョンが放送されている。

| 放送回 | 放送日         | サブタイトル                 | ゲスト                                                                                     | 脚本                                                 | 監督       | 視聴率 |
| ------ | -------------- | ---------------------------- | ------------------------------------------------------------------------------------------ | ---------------------------------------------------- | ---------- | ------ |
| 1      | 1990年04月13日 | その時、狼はめざめた         | 佐藤仁哉、田口計、竹井みどり、日向明子、加藤大樹、影山英俊                                 | 金子裕                                               | 長谷部安春 | 19.8%  |
| 2      | 4月27日        | その時、銃弾がワナを射抜いた | 片岡弘貴、にしきのあきら、遠藤憲一、秋間登、加地健太郎、斉藤暁                             | 柏原寛司                                             | 木下亮     | 17.5%  |
| 3      | 5月11日        | その時、標的は笑った         | 川津花、大村波彦、荒井乃梨子                                                               | 古内一成                                             | 木下亮     | 17.0%  |
| 4      | 5月18日        | その時、野獣に牙を剥いた     | 風祭ゆき、阿部祐二                                                                         | 大川俊道                                             | 長谷部安春 | 13.9%  |
| 5      | 5月25日        | その時、天使がささやいた     | 長谷部香苗、灰地順、石山雄大、高岡良平、時本和也                                           | 金子裕                                               | 長谷部安春 | 12.7%  |
| 6      | 6月08日        | その時、父の闘いを見た       | 峰岸徹、浜田晃、磯村憲二、森聖二                                                           | 宮下隼一                                             | 村田忍     | 11.9%  |
| 7      | 6月22日        | その時、女神が微笑んだ       | 麻丘めぐみ、西沢利明、清水昭博、小池雄介、伊藤絋、坂田祥一朗                               | 峯尾基三                                             | 村田忍     | 8.9%   |
| 8      | 7月13日        | その時、あいつが消えた       | 片桐竜次、小沢一義、浦野真彦、渡辺航                                                       | 大川俊道                                             | 長谷部安春 | 10.0%  |
| 9      | 7月20日        | その時、哀しみの時が過ぎた   | 藤堂新二、椎谷建治、大林丈史                                                               | 岡芳郎                                               | 長谷部安春 | 11.6%  |
| 10     | 7月27日        | その時、汚名を撃ちぬいた     | 石倭裕子、井上高志、渡辺哲                                                                 | 金子裕                                               | 木下亮     | 14.6%  |
| 11     | 8月03日        | その時、ゲームは終わった     | 平泉成、小林宏史、吉満涼太                                                                 | 柏原寛司 棚谷俊文                                    | 木下亮     | 11.7%  |
| 12     | 8月24日        | その時、殺しを請け負った     | 吉沢健、仙波和之、粟津號、辰馬伸、高岡良平                                                 | 古内一成                                             | 村田忍     | 14.9%  |
| 13     | 8月31日        | その時、白衣の天使になった   | 中島陽典、平野恒雄、山口嘉三、長谷川恒之、バリィ横須賀                                     | 峯尾基三                                             | 村田忍     | 11.5%  |
| 14     | 9月14日        | その時、正義が死んだ         | 安藤一夫、三谷昇、斎藤文太、森一馬                                                         | 金子裕                                               | 木下亮     | 12.5%  |
| 15     | 9月21日        | その時、哀しく女を逮捕した   | 香坂美幸、清水章吾                                                                         | 岡芳郎                                               | 木下亮     | 16.2%  |
| 16     | 9月28日        | その時、愛を抱いて逝った     | 南條玲子、内田勝正、中田譲治、谷村好一、森聖二                                             | 柏原寛司                                             | 村田忍     | 14.9%  |
| 17     | 10月12日       | 熱い街から来た刑事           | 渡辺美奈代、渥美国泰、西田健、中田博久、粟津號、遠藤憲一                                   | 古内一成                                             | 木下亮     | 14.1%  |
| 18     | 10月19日       | 殺人者は予告する             | 佐藤裕、福家美峰、中丸新将                                                                 | 岡芳郎                                               | 村田忍     | 10.6%  |
| 19     | 10月26日       | 女、男、そして刑事           | 山本みどり、片岡弘貴、畠山久                                                               | 尾西兼一                                             | 村田忍     | 11.0%  |
| 20     | 11月09日       | 少年は見た                   | 黒田勇樹、内田稔、山本紀彦、小川美那子、一柳みる                                           | 金子裕                                               | 木下亮     | 10.7%  |
| 21     | 11月16日       | 間違えられた女               | 岡本舞、頭師孝雄、坂西良太、衣笠健二、藤木義勝、丸岡奨詞                                   | 古内一成                                             | 木下亮     | 13.7%  |
| 22     | 11月23日       | 恐怖を撃て                   | 岸端浩也、岩井節夫、加地健太郎                                                             | 古内一成                                             | 村田忍     | 13.2%  |
| 23     | 11月30日       | 同級生                       | 安永亜衣、尚舞                                                                             | 小林政広                                             | 村田忍     | 12.6%  |
| 24     | 12月07日       | 天使と拳銃                   | 黒田福美、沢村透、宮本佳香                                                                 | 田部俊行                                             | 原隆仁     | 16.3%  |
| 25     | 12月14日       | 撃たれたのは誰か             | 保積ぺぺ、佐藤文裕、長谷部香苗、三田登喜子、長沢大                                         | 峯尾基三                                             | 長谷部安春 | 11.9%  |
| 26     | 12月21日       | 宮本課長の災難               | 大林丈史、林美里、中根徹                                                                   | 鎌田敏夫（原作） 蔵元三四郎（潤色）                  | 長谷部安春 | 10.0%  |
| 27     | 1991年01月11日 | 危険な愛情                   | 篠塚勝、阿川藤太、小河麻衣子                                                               | 尾西兼一                                             | 原隆仁     | 11.7%  |
| 28     | 1月18日        | 白馬で大滑降                 | 信実一徳、小村哲生、木村栄、立原ちえみ                                                     | 田部俊行                                             | 村田忍     | 8.7%   |
| 29     | 1月25日        | 泉刑事が消えた               | 伊藤美由紀、辻輝猛、和田周、望月太郎                                                       | 峯尾基三                                             | 村田忍     | 10.4%  |
| 30     | 2月01日        | 357の男                      | 妹尾洸、後藤宙美                                                                           | 大川俊道                                             | 鎌田浩     | 12.6%  |
| 31     | 2月08日        | 刑事たちの忙しい夜           | 鷲生功、深水三章、天本英世、森下哲夫、水原ゆう紀、三田村賢二、信達谷圭、藤岡大樹、田中雅子 | 市川森一（原作） 山田正弘（原作） 蔵元三四郎（潤色） | 村田忍     | 9.9%   |
| 32     | 2月15日        | 警官嫌い                     | 保坂尚輝、大村波彦                                                                         | 古内一成                                             | 長谷部安春 | 11.0%  |
| 33     | 2月22日        | 血を吸う薔薇の犯罪           | 佐久田修、吉田美江                                                                         | 峯尾基三                                             | 長谷部安春 | 11.6%  |
| 34     | 3月01日        | あの日に帰りたい             | 桂木文、清水昭博                                                                           | 尾西兼一                                             | 村田忍     | 10.3%  |
| 35     | 3月08日        | ある日、死がおまえを         | 重田尚彦、米山善吉、井田州彦、志賀圭二郎                                                   | 金子裕                                               | 村田忍     | 14.6%  |
| 36     | 3月15日        | 殺人ビデオへの招待           | 川津花、遠藤憲一、森聖二、松山鷹志、日埜洋人                                               | 古内一成                                             | 木下亮     | 11.8%  |
| 37     | 3月22日        | 今日、刑事が死んだ           | 西沢利明、頭師孝雄、井上高志                                                               | 古内一成                                             | 木下亮     | 14.1%  |

- 最高視聴率:19.8%［第1話］（シリーズ最高視聴率）

### 刑事貴族2
- 放送期間：1991年4月12日 - 1992年3月20日
- 放送回数：全40回
  - 第1話のみ、2時間枠のスペシャル版として放送。後年の地上波における再放送時には、前後編に分割・編集の上で放送されている。
  - 第16話のみ、「世界陸上東京大会」中継（19:00 - 20:54）のため、直後の時間帯に放送される『金曜ロードショー』を休止の上で、通常より1時間繰り下げの21:00 - 21:54にて放送された。
- 『2』と『3』では、『1』にも複数回ゲスト出演の経験を持つ遠藤憲一が脚本として参加し、計5本のエピソードを執筆している。元々『1』へのゲスト出演の際、脚本の勉強をしていることを知った番組プロデューサーに後日書いた脚本を見せたことから、『2』からの参加をオファーされたという経緯がある。元の脚本は原稿用紙に手書きで、表記は役名ではなく水谷、田中といった役者名である。すべての脚本は事前の会議で多少の手直しを指示されたが、特に5本目となった『3』第13話では全面的な手直しを指示され、会議翌日の昼までに脚本を仕上げた。しかし、役者に専念するために脚本を断念したと自ら語っている[27]。

| 放送回 | 放送日         | サブタイトル                   | ゲスト                                                                           | 脚本         | 監督     | 視聴率 |
| ------ | -------------- | ------------------------------ | -------------------------------------------------------------------------------- | ------------ | -------- | ------ |
| 1      | 1991年04月12日 | ファジーでハードでホットな奴ら | 団時朗、来栖明子、中野みゆき、高都幸子、中島陽典、御木裕、伊藤洋三郎、石倉三郎   | 峯尾基三     | 原隆仁   | 13.2%  |
| 2      | 4月19日        | 傷痕 銃弾のリターンマッチ      | 南条弘二、吉田友紀、盛本真理子、直江喜一                                         | 尾西兼一     | 村田忍   | 7.1%   |
| 3      | 4月26日        | 誘拐された首領                 | 塚田きよみ、辰馬伸、中田譲二、久遠利三、坂田祥一郎                               | 遠藤憲一     | 村田忍   | 11.9%  |
| 4      | 5月03日        | 女弁護士                       | 原日出子、小沢一義、黒田真澄、草見潤平、大河内浩                                 | 金子裕       | 鈴木一平 | 13.0%  |
| 5      | 5月10日        | 顔のない目撃者                 | 中根徹、志賀実、長岡尚彦、岸本功、二瓶鮫一                                       | 大川俊道     | 鈴木一平 | 16.8%  |
| 6      | 5月17日        | ドッグファイト                 | 潮哲也、藤東勤、深見亮介、高島礼子                                               | 古内一成     | 村田忍   | 13.5%  |
| 7      | 5月24日        | ダイヤモンドは永遠に           | 菅原有吾、内田直哉、加治良介、デリック・ホームズ                                 | 遠藤憲一     | 村田忍   | 14.2%  |
| 8      | 5月31日        | メロドラマ                     | 麻生真宮子、藤原亮、今井雅之、小池雄介                                           | 尾西兼一     | 鎌田浩   | 16.8%  |
| 9      | 6月14日        | スイートメモリー               | 五島悦子、小早川準一、大川陽子、中尾真祐子、重久剛一                             | 土屋斗紀雄   | 鈴木一平 | 14.9%  |
| 10     | 6月28日        | 盲目の目撃者                   | 前田悠衣、西沢仁、稲葉祐貴、岩本国博                                             | 古内一成     | 鈴木一平 | 14.2%  |
| 11     | 7月05日        | 父と娘の絆                     | 堀内正美、保積ぺぺ、舟倉由祐子、吉田愛歩                                         | 尾西兼一     | 村田忍   | 15.4%  |
| 12     | 7月19日        | 危険な二人旅                   | 犬塚弘、新井康弘、市川好郎、高品剛、矢嶋秀俊                                     | 小林政広     | 村田忍   | 14.1%  |
| 13     | 7月26日        | かわいい麻薬捜査官             | 藤田芳子、井上高志、天田益男、神保悟志、斉藤暁                                   | 金子裕       | 鈴木一平 | 14.8%  |
| 14     | 8月02日        | 疑惑の白衣                     | 片岡弘貴、久保史郎、児島宏章、高崎隆二                                           | 遠藤憲一     | 鈴木一平 | 14.6%  |
| 15     | 8月16日        | 愛と復讐の挽歌                 | 平光琢也、小島三児、塚本一郎、石川裕見子、海一生、飯島大介                       | 古内一成     | 関良平   | 12.8%  |
| 16     | 8月30日        | 無邪気な罪                     | 佐倉しおり、湯江健幸、藤木悠、藤岡大樹                                           | 大川俊道     | 成田裕介 | 9.5%   |
| 17     | 9月06日        | グッバイガール                 | 網浜直子、大場明之、及川ヒロオ、藤原晋                                           | 尾西兼一     | 成田裕介 | 13.6%  |
| 18     | 9月13日        | 愛に賭ける                     | 重田尚彦、清水めぐみ、上村裕樹、千波丈太郎、小林勝彦                             | 金子裕       | 原隆仁   | 16.7%  |
| 19     | 9月20日        | ラストシーン                   | 横光克彦、細山田隆人、田辺千秋、直江喜一                                         | 峯尾基三     | 原隆仁   | 14.4%  |
| 20     | 10月18日       | 悪い奴ら                       | 伊藤敏八、橘ゆかり                                                               | 尾西兼一     | 成田裕介 | 15.2%  |
| 21     | 10月25日       | 間違えられた犬                 | 小沢仁志、石橋雅史、露原千草                                                     | 古内一成     | 成田裕介 | 12.9%  |
| 22     | 11月01日       | 俺の拳銃                       | 森下哲夫、横谷雄二、大森嘉之、衣笠健二、山根久幸、茂木和範                       | 金子裕       | 鈴木一平 | 13.2%  |
| 23     | 11月08日       | アキラという名の男             | 岩間さおり、槙野涼                                                               | 大川俊道     | 鈴木一平 | 15.7%  |
| 24     | 11月15日       | 真面目な脅迫者                 | 市川翔子、清水章吾、今井彰一                                                     | 尾西兼一     | 村田忍   | 15.2%  |
| 25     | 11月22日       | 正夢                           | 小池雄介、小林昭二、平野稔                                                       | 古内一成     | 村田忍   | 18.5%  |
| 26     | 11月29日       | 広域重要123号                  | 高岡健二、岩本多代                                                               | 田部俊行     | 鈴木一平 | 15.4%  |
| 27     | 12月06日       | 逃げて行く女                   | 望月知子、好永康子                                                               | 酒井あきよし | 鈴木一平 | 13.6%  |
| 28     | 12月13日       | 愛する人のために               | 森川正太、吉宮君子、山田真利                                                     | 前田悠衣     | 村田忍   | 12.0%  |
| 29     | 12月20日       | 甘い誘惑                       | 栗原けいこ、高野浩幸、江角英明                                                   | 奥村俊雄     | 村田忍   | 13.3%  |
| 30     | 1992年01月10日 | 長良川大追跡                   | 武田雅子、山本伸吾、児玉謙次、海津亮介、大鷹明良、新井一典                       | 古内一成     | 鎌田浩   | 10.2%  |
| 31     | 1月17日        | 見えない糸                     | 大出俊、松本友里                                                                 | 尾西兼一     | 鎌田浩   | 15.4%  |
| 32     | 1月24日        | 五万分の一                     | 久富惟晴、清水昭博、原口剛、三角八朗、野口ふみえ、町田政則                       | 金子裕       | 鈴木一平 | 17.1%  |
| 33     | 1月31日        | 少女の季節                     | 鈴木奈央（子役）、秋間登、貞永敏、山本郁子                                       | 岡芳郎       | 鈴木一平 | 16.3%  |
| 34     | 2月07日        | 懐中時計                       | 谷村昌彦、小林克則、二階堂千寿、大村波彦                                         | 尾西兼一     | 村田忍   | 15.7%  |
| 35     | 2月14日        | 病院へようこそ                 | 中島陽典、御木本伸介、下塚誠、倉地雄平、横山あきお、園田裕久、草村礼子、二瓶鮫一 | 桃井章       | 村田忍   | 15.3%  |
| 36     | 2月21日        | 真実の瞬間                     | 村松克巳、角田英介、北見敏之、小出由華、水城蘭子、辰馬伸、伴直弥、粟津號         | 古内一成     | 藤得悦   | 15.8%  |
| 37     | 2月28日        | バス、トイレ、死体付き         | 大河内浩、飛田ゆき乃、伊藤高、衣笠健二                                           | 金子裕       | 鈴木一平 | 15.7%  |
| 38     | 3月06日        | 愛ゆえに                       | 白島靖代、下元勉、深江卓次、筒井巧、根岸一正                                     | 古内一成     | 鈴木一平 | 14.7%  |
| 39     | 3月13日        | 幸福の向こう側                 | 頭師孝雄、塚田きよみ、長谷川恒之、斉藤林子、二見忠男、志賀圭二郎、菊地太         | 遠藤憲一     | 村田忍   | 17.1%  |
| 40     | 3月20日        | 本城の休息                     | 佐藤仁哉、山本昌平、秋山武史、藤東勤                                             | 尾西兼一     | 村田忍   | 13.0%  |

- 最高視聴率:18.5%

### 刑事貴族3
- 放送期間：1992年4月17日 - 12月25日
- 放送回数：全26回

| 放送回 | 放送日   | サブタイトル         | ゲスト                                                                   | 脚本              | 監督     | 視聴率 |
| ------ | -------- | -------------------- | ------------------------------------------------------------------------ | ----------------- | -------- | ------ |
| 1      | 4月17日  | 9人の優しい日本人    | 中尾彬、河西健司、武見龍磨                                               | 金子裕            | 原隆仁   | 11.0%  |
| 2      | 5月08日  | ラブソングをあなたに | 亜里香、日埜洋人                                                         | 尾西兼一          | 鈴木一平 | 17.2%  |
| 3      | 5月15日  | ビッグ・ママ         | 野川由美子、松下一矢                                                     | 尾西兼一          | 鈴木一平 | 13.0%  |
| 4      | 5月22日  | 刑事の娘             | 奥山佳恵、村田正子、木村栄、津波古充二、深見亮介、丸岡奨詞               | 金子裕            | 村田忍   | 15.3%  |
| 5      | 5月29日  | 疑心暗鬼             | 永光基乃、阪上和子、山崎千惠子                                           | 古内一成          | 村田忍   | 10.3%  |
| 6      | 6月05日  | 汚れた顔の天使       | 山田辰夫、阿部祐二、山西道広、清水宏、宮坂ひろし、小沢象                 | 峯尾基三          | 藤得悦   | 15.4%  |
| 7      | 6月12日  | 遠いあの日に         | 塩谷庄吾、野田善子、郷田ほづみ、飯島大介                                 | 尾西兼一          | 関良平   | 14.4%  |
| 8      | 6月19日  | ツイてない奴         | 松田洋治、福家美峰                                                       | 大川俊道          | 鈴木一平 | 10.7%  |
| 9      | 6月26日  | ガセネタ             | 栗原隆章（子役）、草川祐馬、及川ヒロオ                                   | 金子裕            | 鈴木一平 | 14.7%  |
| 10     | 7月3日   | 若者たち             | 山口祥行、小沢和義、日野弘基、関口めぐみ                                 | 大川俊道          | 原隆仁   | 11.7%  |
| 11     | 7月10日  | 天国と地獄           | 伊藤智恵理、佐藤裕                                                       | 前田悠衣          | 原隆仁   | 15.4%  |
| 12     | 7月17日  | 約束                 | 鈴木雅之、中根徹、吉宮君子、水島涼太                                     | 尾西兼一          | 村田忍   | 16.1%  |
| 13     | 8月07日  | 別れた理由           | 一色彩子、堀光昭、北原弘一、ヨコスカ潮也、久保忠郎、千葉裕子、岩崎ひろし | 遠藤憲一 尾西兼一 | 村田忍   | 12.9%  |
| 14     | 8月14日  | 誰かが見ている       | 高瀬将嗣、安藤麗二、江藤漢、中尾麻祐子                                   | 尾西兼一          | 鈴木一平 | 15.1%  |
| 15     | 8月28日  | 愛のためらい         | 清水健太郎、桂木文、鶴岡修、荒谷公之                                     | 岡芳郎            | 鈴木一平 | 12.7%  |
| 16     | 9月04日  | 挑戦                 | 中西良太、北見敏之、矢代朝子、小林沙世子、藤本喜久子                     | 尾西兼一          | 藤得悦   | 13.8%  |
| 17     | 9月11日  | それぞれの旅立ち     | 森聖二                                                                   | 金子裕            | 藤得悦   | 13.8%  |
| 18     | 10月23日 | 氷の女               | 三上真一郎                                                               | 尾西兼一          | 鈴木一平 | 11.4%  |
| 19     | 11月06日 | 青春のかけら         | 賀川黒之助、前田悠衣、小林勝彦                                           | 金子裕            | 鈴木一平 | 12.2%  |
| 20     | 11月13日 | 神様なんて信じない   | 池田貴尉（子役）、山口嘉三、武蔵拳                                       | 尾西兼一          | 木下亮   | 8.8%   |
| 21     | 11月20日 | 悪魔がくれた拳銃     | 市川翔子、吉田友紀、二瓶鮫一、秋間登                                     | 大川俊道          | 木下亮   | 10.8%  |
| 22     | 11月27日 | 乙女座の彼女         | 麻里万里、篠塚勝                                                         | 奥村俊雄          | 藤得悦   | 10.9%  |
| 23     | 12月04日 | 偶然の略奪者         | 小池雄介、藤岡大樹                                                       | 金子裕            | 藤得悦   | 11.7%  |
| 24     | 12月11日 | 姉、おとうと         | 未來貴子、西守正樹                                                       | 金子裕            | 原隆仁   | 9.5%   |
| 25     | 12月18日 | 湖の記憶             | 山口祥行、螢雪次朗、江藤漢、衣笠健二                                     | 金子裕            | 藤得悦   | 13.5%  |
| 26     | 12月25日 | ファイナル・バトル   | 天祭揚子、久保田篤、岩岡真裕                                             | 尾西兼一          | 原隆仁   | 10.9%  |

- 最高視聴率:17.2%

## 放送ネット局（遅れネット局も含む）
系列は本放映当時のもの。
| 放送対象地域  | 放送局         | 系列                                         | 備考 |
| ------------- | -------------- | -------------------------------------------- | --- |
| 関東広域圏    | 日本テレビ     | 日本テレビ系列                               | 制作局 |
| 北海道        | 札幌テレビ     | 日本テレビ系列                               | |
| 青森県        | 青森放送       | 日本テレビ系列                               | 1991年9月まではテレビ朝日系列とのクロスネット局。 |
| 岩手県        | テレビ岩手     | 日本テレビ系列                               | |
| 宮城県        | ミヤギテレビ   | 日本テレビ系列                               | |
| 秋田県        | 秋田放送       | 日本テレビ系列                               | |
| 山形県        | 山形放送       | 日本テレビ系列 テレビ朝日系列                | |
| 福島県        | 福島中央テレビ | 日本テレビ系列                               | |
| 新潟県        | テレビ新潟     | 日本テレビ系列                               | |
| 長野県        | テレビ信州     | 日本テレビ系列                               | 1991年3月まではテレビ朝日系列とのクロスネット局。 |
| 山梨県        | 山梨放送       | 日本テレビ系列                               | |
| 富山県        | 北日本放送     | 日本テレビ系列                               | |
| 石川県        | テレビ金沢     | 日本テレビ系列                               | |
| 福井県        | 福井放送       | 日本テレビ系列 テレビ朝日系列                | |
| 静岡県        | 静岡第一テレビ | 日本テレビ系列                               | |
| 中京広域圏    | 中京テレビ     | 日本テレビ系列                               | |
| 近畿広域圏    | よみうりテレビ | 日本テレビ系列                               | |
| 鳥取県 島根県 | 日本海テレビ   | 日本テレビ系列                               | |
| 広島県        | 広島テレビ     | 日本テレビ系列                               | |
| 山口県        | 山口放送       | 日本テレビ系列 テレビ朝日系列                | |
| 徳島県        | 四国放送       | 日本テレビ系列                               | |
| 岡山県 香川県 | 西日本放送     | 日本テレビ系列                               | |
| 愛媛県        | 南海放送       | 日本テレビ系列                               | |
| 高知県        | 高知放送       | 日本テレビ系列                               | |
| 福岡県        | 福岡放送       | 日本テレビ系列                               | |
| 長崎県        | テレビ長崎     | フジテレビ系列                               | 1990年9月までは日本テレビ系列とのクロスネット局。 『1』のみ FNNの単独ネット局への移行後も、長崎国際テレビの開局まで 三菱電機と資生堂のみのスポンサードネットを継続 |
| 長崎県        | 長崎国際テレビ | 日本テレビ系列                               | 『2』より |
| 熊本県        | 熊本県民テレビ | 日本テレビ系列                               | |
| 大分県        | テレビ大分     | 日本テレビ系列 フジテレビ系列 テレビ朝日系列 | |
| 宮崎県        | テレビ宮崎     | 日本テレビ系列 フジテレビ系列 テレビ朝日系列 | |
| 鹿児島県      | 鹿児島テレビ   | 日本テレビ系列 フジテレビ系列                | |
| 沖縄県        | 沖縄テレビ     | フジテレビ系列                               | |

## CS放送
2024年時点までに、下記の放送局にて本シリーズの放送が実施された。

### 日テレプラス
全作とも初回放送時のリピート放送は行われず、後日再放送がラインナップされる形となった。初回放送以降、2013年まで断続的に放送された後ファミリー劇場に移っているが、2016年6月より再び『1』からの再放送を実施。この期間中の2016年10月に、出演者の一人である高樹沙耶が大麻取締法違反で逮捕されたため、当時再放送中であった『1』は『もっとあぶない刑事』に、『2』は『ど根性ガエル』にそれぞれ変更された。
- 『1』：2006年1月1日 - 2月11日（毎週月曜 - 土曜22:00 - 23:00）
  - 理由については言明されていないものの、第18話の次回予告のうちの冒頭15秒に欠落が確認されている。
- 『2』：2006年2月13日 - 3月31日（毎週月曜 - 土曜22:00 - 23:00）
- 『3』：2006年4月3日 - 5月8日（毎週月曜 - 金曜21:00 - 22:00）

### ファミリー劇場
- 『1』：2012年7月28日 - 2013年6月15日
- 『2』：2013年6月22日 - 2014年5月20日
- 『3』：2014年5月27日 - 11月15日

放送時間は毎週土曜19:00 - 20:00　→　24:00 - 25:00　→　25:00 - 26:00　→　16:00 - 17:00と変遷をたどる。また、全作ともリピート放送は行われていない。

## ソフト化
- 『刑事貴族2 DVD-BOXI』（2013年3月20日[34]）
  - 第1話から第19話までを収録。
- 『刑事貴族2 DVD-BOXII』（2013年7月24日）
  - 第20話から第40話までを収録。
- 『刑事貴族3 DVD-BOX』 （2008年11月21日）

## 備考
- 『1』の牧編では、オープニング映像のみ全編フィルム撮影のビデオ編集で、それ以外でのテロップはフィルム打ち込み式とされていた。風間編では次回予告のみテロップフィルム打ち込み式だった。
- 出演女優が使っていた化粧品は、番組の複数社スポンサーの1社でもある資生堂のものとなっている。張り込み中などに飲まれていた缶コーヒーなどの清涼飲料も当時同社が発売していた商品が使用された（他のスポンサーに、アサヒビールなどの飲料系メーカーが付いていた時期を除く）。
- 作中に登場する警察無線の車載機や電話機、主演俳優の一部が使っていたマイコンは、同じく番組の複数社スポンサーの1社でもある三菱電機のものとなっている。車載の無線機は、同社業務無線機の前面パネルをマイクを取り付けた状態でダッシュボードなどに貼り付けて表現。刑事課長室と刑事課の執務スペースには無線機ではなく、スタンドマイクや操作パネルと一体化された無線端末が置かれた[35]。端末は既製品ではなく、秋葉原のパーツ店で購入した部品でスタッフがそれらしく製作したものとなっている。